# حوزه انتخابیه ششم میزوری
حوزه انتخابیه ششم میزوری یک حوزه انتخابیه مجلس نمایندگان آمریکا است که در ایالت میزوری قرار دارد.